# Silkworm (игра)
Silkworm — компьютерная игра в жанре горизонтального скролл-шутера, разработанная компанией Tecmo и выпущенная для аркадного игрового автомата в 1988 году. В 1989 году была портирована на большинство популярных домашних компьютеров того времени, а в июне 1990 года была выпущена версия для игровой консоли NES.

## Игровой процесс
Игрок может выбрать боевой вертолёт или джип с установленным на него вооружением. Этот выбор влияет на игровой процесс. Вертолёт может перемещаться по всему экрану и стрелять по горизонтали с небольшим изменением наклона. Джип перемещается только по земле, но может «перепрыгивать» наземные препятствия и стрелять в любом направлении.
Игра имеет режим одновременной игры для двух игроков, один из которых управляет вертолётом, а другой джипом. Версии игры для некоторых домашних компьютеров позволяют выбрать одинаковое управление для первого и второго игрока, и таким образом один игрок может одновременно управлять вертолётом и джипом. В игре присутствуют боссы, представляющие собой гусеничные или летающие боевые машины в несколько раз больше боевой техники игроков.

## Сюжет
В 1990-х годах учёные создали искусственный интеллект «MH-C2», однако он превзошёл своих создателей и начал действовать против их команд. Он решил захватить мир и стать для человека единым богом. «MH-C2» захватил контроль над мировым оружием. Robert и Stacey садятся в боевой вертолёт «G-cobra» и военный джип с мощным вооружением «B-panther», и немедленно отправляются в путь.

## Наследие
В 1991 году была выпущена игра SWIV, считающаяся неофициальным продолжением Silkworm. В ней также доступен выбор между вертолётом и джипом, но используется вид сверху и вертикальная прокрутка.
В 1994 году в России был выпущен ремейк Main Blow, в котором также имеется выбор между вертолётом и джипом, возможна игра двух человек одновременно. Переработана графика и музыкальное сопровождение.